# Edward Lawrie Tatum
Edward Lawrie Tatum (ur. 14 grudnia 1909, zm. 5 listopada 1975) – amerykański genetyk.
W 1958 wraz z George'em Wellsem Beadle'em zdobył Nagrodę Nobla w dziedzinie fizjologii lub medycyny za badania nad Neurospora crassa, które doprowadziły do stworzenia hipotezy „jeden gen = jeden enzym”. Drugą połowę Nagrody Nobla w dziedzinie fizjologii i medycyny w 1958 otrzymał jego późniejszy współpracownik Joshua Lederberg za odkrycie mechanizmów rekombinacji genetycznej u bakterii.